# Хомам (бахш)
Хомам (перс. خمام) — бахш в Ірані, в шагрестані Решт остану Ґілян. За даними перепису 2006 року, його населення становило 52050 осіб, які проживали у складі 15059 сімей.

## Дегестани
До складу бахша входять такі дегестани:
- Кате-Сар-е-Хомам
- Чапар-Хане
- Чукам